# F. Gwynplaine MacIntyre
Fergus (también Feargus) Gwynplaine MacIntyre, conocido como Froggy (1948-25 de junio de 2010), fue un periodista, novelista, poeta e ilustrador estadounidense, residente en la Ciudad de Nueva York, y según sus propias palabras, también en Escocia y Gales. El 25 de junio de 2010, MacIntyre incendió su apartamento de Brooklyn, donde fue encontrado su cadáver.

## Biografía
MacIntyre decía a menudo que era el huérfano de una familia escocesa, acogido en un orfanato australiano e internado en un campamento de trabajo infantil. Utilizó los alias de Paul Grant Jeffery, Timothy/Tim C. Allen, Oleg V. Bredikhine, y el apodo de Froggy. Pero un adolescente que le conocía declaró que el joven MacIntyre hablaba entonces con acento neoyorquino de Queens o de Long Island, suscitando dudas sobre su pretendido origen extranjero. Otro conocido recuerda a MacIntyre comentando la razón para el "Gwynplaine" en su nombre: estaba tomado de la película The Man Who Laughs (basada en una novela de Victor Hugo, en la que el protagonista, de nombre Gwynplaine, tenía una sonrisa permanente quirúrgicamente grabada en su cara. MacIntyre declaró que se identificaba con Gwynplaine, y así escogió este nombre como parte del suyo propio.
En el año 2000, MacIntyre fue arrestado después de que una vecina le acusara de atarla a una silla con cinta adhesiva, afeitarle la cabeza, y pintarle de negro con espray. Fue encontrado culpable de un delito de lesiones en tercer grado.
El 24 de junio de 2010, fue sacado de su apartamento por la policía e internado en el Hospital de Coney Island para su evaluación psiquiátrica después de enviar un correo electrónico con preocupantes muestras de abatimiento a sus amigos, uno de los cuales telefoneó a emergencias. Fue liberado horas más tarde, y regresó a su casa, incendiándola a continuación. El fuego "creció tan deprisa, que se necesitaron 12 camiones y 60 bomberos trabajando más de una hora para extinguirlo". Se sacó un cadáver del apartamento, no habiendo más víctimas entre el vecindario. Finalmente, el cuerpo fue positivamente identificado como el de MacIntyre. Después de su muerte, un hermano declaró que la historia de la vida de MacIntyre era inventada, pero no proporcionó ningún detalle sobre su verdadera vida real o las razones para sus fabulaciones.

## Trabajos
Sus relatos incluyen la novela de ciencia ficción "The Woman Between the Worlds" (La Mujer Entre los Mundos) y su antología de piezas de humor en verso titulada "MacIntyre's Improbable Bestiary" (El Bestiario Improbable de MacIntyre). Como “autor fantasma”, es conocido como escritor o coescritor de muchos otros libros, incluyendo al menos una novela de la serie "Tom Swift IV" , "The DNA Disaster" (El Desastre del ADN), publicado por "Victor Appleton" (un seudónimo colectivo) pero con el nombre de MacIntyre en la página de agradecimientos.
A pesar de que MacIntyre profesionalmente publicó numerosos trabajos de no-ficción y literatura, es más conocido como autor del género de ficción: específicamente, ciencia ficción, fantasía, horror e historias de misterio. Sus cuentos fueron publicados en Cuentos Extraños, Analog, Asimov's Science Fiction, Amazing Stories (revista), Magnitud Absoluta, Interzone, la The Strand Magazine y antologías numerosas, incluyendo Terry Carr's Best Science Fiction of the Year #10, Michael Reaves and John Pelan's mystery/horror anthology Shadows Over Baker Street, James Robert Smith and Stephen Mark Rainey's horror anthology Evermore, y Stephen Jones's The Mammoth Book of Best New Horror. Para Mike Ashley, en The Mammoth Book of Historical Detectives (1995), MacIntyre escribió "Muerte en el Dawntime", un misterio de habitación cerrada (o también, "un misterio de cueva sellada") que se desarrollaba en Australia alrededor de 35,000 años a.c., de la que Ashley sugiere que es la novela policíaca histórica más remotamente ambientada.
Una característica de la escritura de MacIntyre (tanto de ficción como de no-ficción) es su propensión a acuñar palabras nuevas, y a resucitar palabras oscuras. El experto lingüista William Safire reconoció la autoría de MacIntyre del neologismo "Clintonym", y lo cita en la entrada de su etimología histórica.
También escribió numerosas cartas al editor de The New York Times. Al menos siete de estas cartas fueron publicadas, versando sobre libros, lengua, películas, y el aterrizaje en la luna.

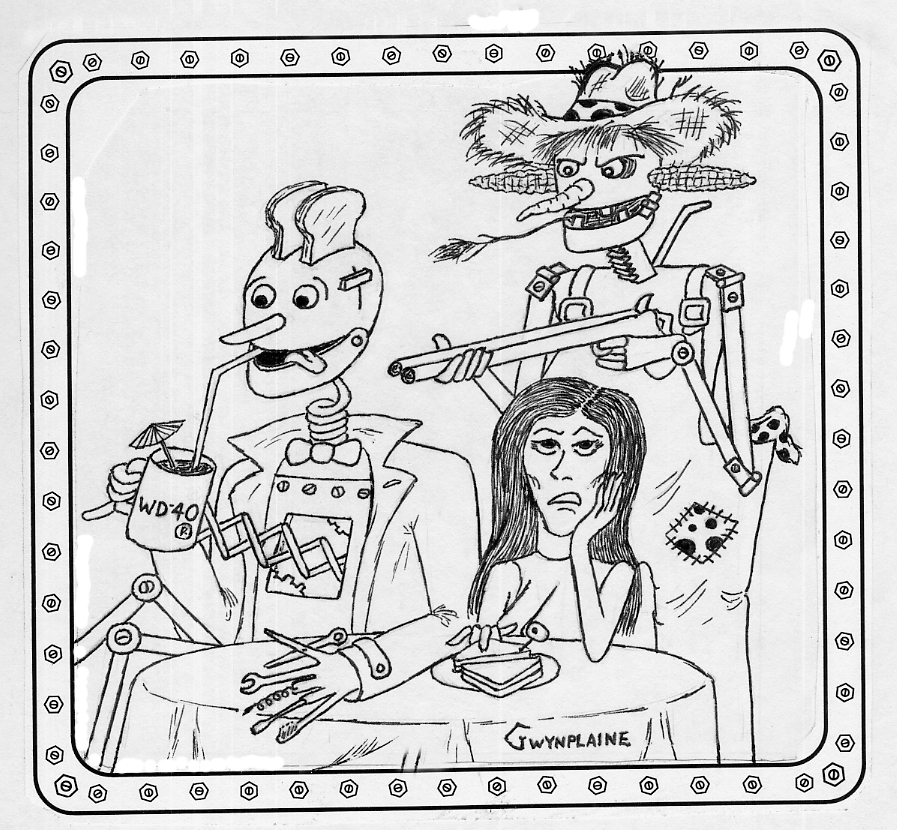
MacIntyre ilustró la historia de Ron Goulart "El Robot Que Vino a Cenar" en Analógico (julio–agosto de 2002).

Además de publicar ciencia ficción en Analog, MacIntyre también contribuyó a aquella revista como artista gráfico, ilustrando sus propias historias y una de Ron Goulart.
Escribió un número considerable de reseñas de libros para la revista The Magazine of Fantasy & Science Fiction. En el número de julio de 2003 de aquella revista, MacIntyre mencionó que estaba relacionado con la mujer del autor escocés Eric Linklater. Esta afirmación es significativa, sobre todo porque MacIntyre había declarado (en entrevistas y en convenciones de ciencia ficción) que estaba distanciado de su familia por el trato abusivo que le dispensaron y no quiso reconocerlis como tal familia. Cambió su nombre legalmente, y por lo tanto "Fergus MacIntyre" era su nombre legal, pero no su nombre de nacimiento.
Reclamó su contribución sustancial al guion de un documental de 2006 sobre la actriz Theda Bara, titulado "The Woman with the Hungry Eyes:" (La Mujer con los Ojos Famélicos:), incluidos el título de la película y una entrevista que había mantenido con el autor Fritz Leiber. En los créditos del documental aparece listado bajo el capítulo de "Agradecimientos Especiales", al parecer por motivos contractuales. MacIntyre revisó docenas de antiguas películas mudas, incluyendo un gran número de películas perdidas que vio bajo circunstancias que no podía revelar. Algunos críticos de películas mudas y sus seguidores creen que estas historias eran elaboradas bromas; otros le han acusado de enturbiar el registro histórico con sus revisiones falsas.

### Libros
Las novelas y las colecciones incluyen:
- The Woman Between the Worlds (1994, ISBN 0-440-50327-2 y 2000, ISBN 0-595-08884-8)
- MacIntyre's Improbable Bestiary (2005, ISBN 1-58715-472-2)

### Cuentos
Los cuentos incluyen:
- Asimov's Science Fiction:
  - "For Cheddar or Worse" (volume 4 number 11, November 1980)
  - "Martian Walkabout" (volume 5 number 13, December 1981)
  - "Isle Be Seeing You" (volume 6 number 4, April 1982)

- Amazing Stories:
  - "The Man Who Split in Twain" (May 1986)

- Weird Tales:
  - The Ones Who Turn Invisible" (#293, 1988)
  - "Beddy-Bye" (Summer, 1998)

- Absolute Magnitude:
  - "The Minds Who Jumped" (Spring 1995)

- Albedo One, (Ireland):
  - "An Actor Prepares" (#20, 1999)

- Analog Science Fiction and Fact:
  - "OOPS!" (March 1991)
  - "Teeny-Tiny Techno-Tactics" (March 1997)
  - "Time Lines" (June 1999)
  - "A Real Bang-Up Job" (July 2000)
  - "'Put Back That Universe!'" (October 2000)
  - "Schrödinger's Cat-Sitter" (July 2001)
  - "A Deadly Medley of Smedley" (April 2003)
  - "Annual Annular Annals" (January 2004)

- Interzone, (Gran Bretaña):
  - "Sundowner Sheila" (February 2006)

- Strand Magazine:
  - "Down the Garden Path" (February 2008)

- Esli, (Rusia):
  - "Random" (July 2008)
  - "Smart Fashions" (June 2009; cover story)
  - "Boarder Incidence" (February 2010)

- Space and Time Magazine:
  - "Another Fine Messiah" (#110, Spring 2010)

- SF Magajin, (Japónn):
  - "The Adventure of Exham Priory" (May 2010)